# Alfred Stern (revolutionär)
Alfred Stern, född 16 mars 1886 i Brandstads socken i Skåne, död 27 juli 1966 i Huddinge församling i Södermanland, var en av dem som 1908 var med och planerade att spränga den engelska båt, Amalthea, som låg i Malmö hamn full med engelska strejkbrytare. Natten mellan den 11 och 12 juni verkställdes bombdådet med 20 skadade och en död som följd. Det var Anton Nilson och Algot Rosberg som verkställde dådet. Enligt Sterns utsago var det inte meningen att skada någon människa utan att bara skrämma bort de strejkbrytare som befann sig i Malmö.

## Straffet
Alfred Stern dömdes till livstids straffarbete. Stern började arbeta av sitt straff i fängelset Långholmen, men han blev omflyttad vid ett flertal tillfällen på grund av fängelsedirektörernas rädsla för fritagningsförsök. Sterns kumpaner, Anton Nilson och Algot Rosberg, dömdes till döden, vilket efter en kort tid av Högsta Domstolen blev ändrat till livstids straffarbete. Stern frigavs 1916 och firades med en välkomstfest i Malmö den 14 april 1916 enligt referat i tidningen Syndikalisten den 21 april. De andra två satt i fängelse till och med 1917 då de släpptes genom beslut av den nytillträdda Edén-Brantingministären bestående av socialdemokraterna och liberalerna. Detta var koalitionens första beslut för att lugna den arbetande populationen och för att lugna de revolutionära krafter som fanns runt om i Sverige. Den ryska revolutionen pågick.